# Rudy Sarzo
Rudy Sarzo, född 18 november 1950 i Havanna på Kuba, är en kubaamerikansk basist. Sarzo har varit en professionell basist i över 30 år och har spelat med Dio, Ozzy Osbourne, Quiet Riot och Whitesnake. Med Osbourne var han med och turnerade på plattor som Blizzard of Ozz och Diary of a Madman. Hans basspelande hörs ganska väl på Ozzy Osbournes mega-säljande album Tribute och Speak of the devil, CD och DVD. Han spelade med Ozzy Osbourne från mars 1981 till september 1982.
Efter tiden med Ozzy Osbourne hamnade Sarzo i bandet Quiet Riot där han var medlem i tre år (september 1982 till januari 1985) och var bland annat med och gjorde skivan Metal Health som är en riktig klassisk hårdrocksskiva med kända låtar som bland annat "Cum on Feel the Noize" och "Slick Black Cadillac". Under denna period turnerade Sarzo mycket och man såg honom ofta på den amerikanska kanalen MTV. Rudy Sarzo blev även framröstad som årets basist av den amerikanska tidningen Circus Magazine år 1983. År 1985 splittrades Quiet Riot och Rudy blev bandlös på nytt.
Efter två år hittade han bandet Whitesnake. Med dem var han med och gjorde albumet Slip of the tounge och turnerade världen över även med denna platta. Sarzo dök upp i sex MTV-videor under sin tid i Whitesnake som tog slut 1994. Det betydde att Rudy Sarzo på nytt var bandlös och han var det ända fram till 1997. Då blev han medlem i det återförenade Quiet Riot. När Quiet Riot var återförenat släppte de plattorna Alive and Well och Guilty Pleasure. Sarzo dök även upp på VH1:s Quiet Riot, Behind the Music. I november 2003 släppte bandet Quiet Riot Live in The 21st Century innan bandet upplöstes igen.
I februari 2004 gick Rudy med i Yngwie Malmsteens "Rising force" för U.S. 30 citys "Attack Tour". Rudys tid med Malmsteen varade inte ens i ett halvår. I april 2004 gick Rudy Sarzo med i bandet Dio.
År 2006 skrev Rudy boken "Off The Rails" som handlar om hans tid i Ozzy Osbournes band. Boken fokuserar på hans minnen av sin nära vän gitarristen Randy Rhoads, som gick bort i en flygolycka under Diary of a Madman-turnén.
Sarzo är också en kunnig datoranimatör, när han inte spelar med Dio, så jobbar han som 3D-regissör och producent vid Ocean Visual FX i södra Kalifornien.
Nyligen gjorde Rudy ett gästframträdande på DeMarco Bros. singel, "Blood Moon", tillsammans med sångaren Dave Brooks. Rudy spelade under 2007 tillsammans med Blue Öyster Cult, på deras sommarturné. Han är ny medlem i Geoff Tates upplaga av Queensrÿche sedan september 2012.
Alla skivor som Rudy Sarzo varit med och skapat har sålt i mer än 35 miljoner exemplar. Han rankas idag som en av världens bästa basister genom tiderna.

## Diskografi

### Med Ozzy Osbourne
- Speak of the Devil (1982)
- Tribute (1987)

### Med Quiet Riot
- Metal Health (1983)
- Condition Critical (1984)
- Guilty Pleasures (2001)

### Med Whitesnake
- Slip of the Tongue (1989)
- Whitesnake's Greatest Hits (1994)

### Med Manic Eden
- Manic Eden (1994)

### Med Dio
- Holy Diver Live (2006)